# 耶稣圣心堂 (韦尔斯)

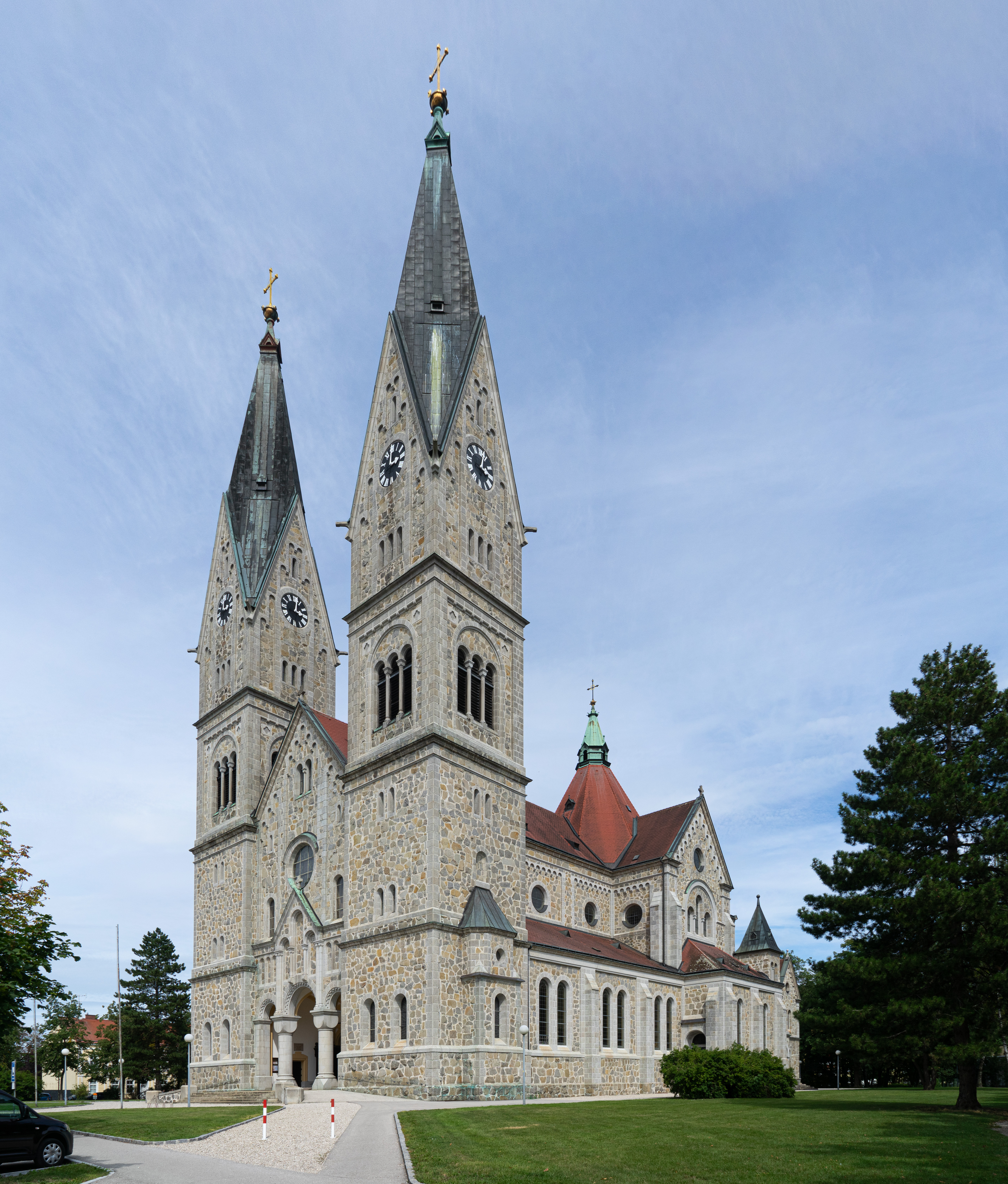

耶稣圣心堂（Herz-Jesu-Kirche）是一座罗马天主教堂区教堂，服务于上奥地利韦尔斯的新城区（Neustadt），新罗马式风格。它属于天主教林茨教区韦尔斯总铎区，已列为保护文物。
教堂周围的广场名为“弗洛辛格广场”（Flotzingerplatz），以发起建造教堂的神父若瑟·弗洛辛格（Josef Flotzinger）命名，南北两个立面的门牌都在这个广场。

## 历史
19世纪末，在城市的北部开辟了新城区（Neustadt）。当地居民希望拥有自己本区的教堂，韦尔斯本堂神父若瑟·弗洛辛格请求林茨教区为新城建造一座天主教堂。主教弗兰兹·玛丽亚·多佩尔鲍尔（Franz Maria Doppelbauer）支持这一提议，在1900年左右成立了教堂建筑协会。